# Bulle (Doubs)
Bulle település Franciaországban, Doubs megyében. Lakosainak száma 500 fő (2022. január 1.). Bulle Chapelle-d’Huin és La Rivière-Drugeon községekkel határos.

## Népesség
A település népességének változása:
| Lakosok száma | 253  | 286  | 320  | 371  | 410  | 421  | 433  | 472  | 477  | 500  |
|               | 1968 | 1982 | 1990 | 2006 | 2013 | 2015 | 2017 | 2019 | 2020 | 2022 |